# Synallactes gilberti
Synallactes gilberti är en sjögurkeart som beskrevs av Ohsima 1915. Synallactes gilberti ingår i släktet Synallactes och familjen slangsjögurkor. Inga underarter finns listade i Catalogue of Life.